# 地道行雄
地道 行雄（じみち ゆきお、1922年〈大正11年〉1月22日 - 1969年〈昭和44年〉5月15日）は、日本のヤクザ。暴力団・三代目山口組舎弟（元若頭）、地道組組長。神光工業取締役。

## 来歴
神戸市兵庫区に工員の息子として生まれる。昭和11年（1936年）に兵庫尋常小学校を卒業すると三菱電機で工員として働く。召集令状により、昭和16年（1941年）に姫路師団に入隊する。太平洋戦争では中国大陸に出征、華北と華中の戦線を転戦する。
昭和21年（1946年）4月に陸軍兵長として日本本土に復員後、暫くして神戸市兵庫区の福原で兄と共に自転車修理業を始める。そこで「戦勝国民」と自称する一部の愚連隊化した不良三国人と喧嘩を繰り返した。
同じ頃、田岡一雄は、湊川の下沢通１丁目に田岡組を結成し、不良三国人から新開地に形成されていた闇市を守り、組織化され横暴を極める三国人達に挑むため、自警団を組織し対決していた。田岡を憧憬の眼差しで見ていた地道は、街中で『わいは田岡はんのファンや！』と公言するほどだった。やがて、地道は山口組二代目山口登の舎弟の目に停まり、ほどなく山口組事務所に出入りするようになる。
昭和21年（1946年）8月、街での人望も厚かった田岡一雄は、二代目山口組舎弟達の推挙により新開地の食堂「ハナヤ食堂」で山口組三代目を襲名した。同年10月、盛大な山口組三代目襲名式が、神戸市須磨の割烹料亭『延命軒』で行われた。三代目山口組の初代若頭には、二代目山口組時代からの盟友・山田久一（通称:小トラ）を就任させ、クスボリ時代からの苦難を共にした仲間で7才年上の岡精義（後の三代目山口組七人衆）は田岡の企業舎弟になった。また、田岡一雄はみずからの最初の盃を、多感な少年時代からの盟友である吉川勇次（後の三代目山口組若頭補佐）に与えた。この時、組員は先代の舎弟6人、先代の若衆14人、田岡一雄の直系若衆は13人だった。昭和22年（1947年）、姫路市でも愚連隊化し、勢いを増す不良三国人達の横暴に手が負えなくなった姫路湊組湊芳次の応援要請により、田岡は地道らを引き連れて姫路に入り、不良三国人達を捻じ伏せる。この時の地道の活躍が田岡三代目の目に留まり、直ちに自らの盃を与え、自らの三代目若衆として地道を取り立てることになる。
昭和25年（1948年）、神戸市で競輪と競馬が再開されると、西海組が請け負っていた神戸競輪場の警備業を半ば強引に獲得し、西海組と対立することになる。ある夜、新開地を一人の連れを伴って歩いていた地道は、西海組の５人の組員達と鉢合わせるや、多勢に無勢でいきなりドスで左頬を深く切りつけられる。直ちに報復に動いた地道は、配下に西海組幹部全員の拉致を指示し、地道組事務所まで連行させると力と怒号で西海組を完膚なきまで捻じ伏せ（山口組と西海組の抗争事件）、武闘派幹部として頭角を現す。
昭和30年（1955年）頃、二代目山口登親分からの古参である安原政雄が山口組若頭を退き舎弟に直ると、田岡は地道を後任の三代目山口組若頭に抜擢する。

昭和35年（1960年）8月9日、明友会事件が勃発した。
同年9月、鳥取県米子市の山陰柳川組・柳川甲録（本名は柳甲録）組長と小塚組・小塚斉組長を舎弟とした。同年12月13日、山口組「御事始」（または、「正月事始」。通称「事始め」）の席で柳川次郎と石井一郎の直系昇格が決定し、「御事始」終了後に山口組本部事務所で結縁の盃事が執り行われた。取持ち人は倭奈良組舎弟の水谷奈良太郎だった。田岡一雄は柳川次郎と石井一郎を直参とした。
昭和36年（1961年）、山陰柳川組が鳥取県鳥取市に進出した。鳥取市の菅原組・松山芳太郎組長は田岡一雄に対抗するために本多会若頭・平田勝市から盃を貰い、菅原組を平田会鳥取支部と改称した。同年10月4日、山陰柳川組組員3人が山陰本線鳥取発米子行きの夜行列車内で松山芳太郎を日本刀で刺殺した。田岡一雄は地道行雄の推薦を受け、柳川甲録と小塚斉を若衆とした。その後、柳川甲録と小塚斉を山口県から京都府までの日本海側の地区の責任者に任命した。

昭和37年（1962年）1月16日、夜桜銀次事件が勃発した。
昭和37年（1962年）1月、柳川組は京都に進出した。しかし、中島会・図越利一会長（後の三代目会津小鉄会会長）は、武力で柳川組に対抗すると同時に、本多会・本多仁介会長を通じて、山口組に働きかけてきた。これにより柳川組は京都進出を中止した。同年8月、田岡一雄は、広島の打越会・打越信夫会長を舎弟とした。これにより山口組は第二次広島抗争に介入することになった。
同年12月14日、岐阜抗争が勃発した。
昭和38年（1963年）、国鉄三宮駅前に地下街「さんちかタウン」が建設されることが決まった。山本健一（後の三代目山口組若頭）がさんちかタウンの工事の用心棒を請け負うことになった。まもなく山本健一が逮捕され、収監された。吉川勇次と地道行雄が山口組直轄でさんちかタウンの用心棒を行うようにした。地道行雄は田岡一雄の舎弟・岡精義（後の山口組七人衆）を通じて、さんちかタウンの建設を請け負った建設会社から用心棒代を出させた。
柳川次郎は、昭和34年に起こした債権取立てに絡んだ恐喝容疑の裁判で、懲役1年が確定し、昭和38年（1963年）3月1日から、大阪刑務所に服役した。地道行雄は三代目山口組若中清水光重（後の三代目山口組若頭補佐）を柳川組の目付役とした。
昭和38年（1963年）1月15日、地道行雄は岡山県児島市の初代熊本組・熊本親組長に舎弟盃を与え、自身の舎弟とした。
同年3月、警察庁は、神戸・山口組、神戸・本多会、大阪・柳川組、熱海・錦政会（会長は稲川聖城）、東京・松葉会（会長は藤田卯一郎）の5団体を広域暴力団と指定し、25都道府県に実態の把握を命じた。
谷川康太郎（後の柳川組二代目組長。本名は康東華）は、大垣市に西原組を作り、韓吉洙を組長に据えた。
昭和38年（1963年）3月13日午後10時30分ごろ、大垣市高島町のバー「夕暮」で柳川組西原組組員と本多会系河合組組員と喧嘩になった。同年3月14日午前0時30分、河合組組員と河合組の友誼団体木原組組員17人が、西原組組員10人の宿泊先だった大垣市高橋町の旅館「みその」を襲撃し、1人が死亡した。本多会若頭平田勝市は自身の平田会を率いて大垣市に入った。山口組は地道行雄を大垣市に派遣した。山口組は本多会を破ったが、岐阜は地道組の直轄となった。
同年5月、北九州市若松区の梶原組（組長は梶原国弘）、安藤組（組長は安藤春男）を傘下に収めた。同年6月、熊本市の西川組・西川敏郎組長（後に堅気に戻り、警備会社を起業した）と佐世保市の谷山組・谷山政男組長を舎弟とした。同年7月、北九州市の長畠組（組長は長畠広）を傘下に収めた。

その後、梶原国弘は地道行雄を通して、田岡一雄に北九州市での力道山のプロレス興行実施を依頼した。日本プロレス協会副会長だった田岡一雄はすぐに了承した。これを知った工藤組（後の工藤會。組長は工藤玄治）草野組草野高明は梶原国弘に対抗して、北九州市で北原謙二の公演を開催することを決めた。これを切っ掛けに紫川事件が勃発した。
同年8月、田岡一雄は協議機関「七人衆」を設置した。地道行雄、松本一美、藤村唯夫、松本国松、安原武夫、岡精義、三木好美が七人衆になった。同年12月13日、田岡一雄は山口組「御事始」（または「正月事始」、通称「事始め」）の席で若頭補佐を新設した。吉川勇次、山本健一、菅谷政雄、梶原清晴（後の三代目山口組若頭）が若頭補佐に任命された。
昭和39年（1964年）1月、「暴力取締対策要綱」が作られた。同年2月、警察庁は「組織暴力犯罪取締本部」を設置し、暴力団全国一斉取締り（「第一次頂上作戦」）を開始した。同年3月26日、警察庁は改めて広域10大暴力団を指定した。10大暴力団は、神戸・山口組、神戸・本多会、大阪・柳川組、熱海・錦政会、東京・松葉会、東京・住吉会（会長は磧上義光）、東京・日本国粋会（会長は森田政治）、東京・東声会（会長は町井久之、本名は鄭建永）、川崎・日本義人党（党首は高橋義人）、東京・北星会（会長は岡村吾一）だった。
同年3月、地道行雄は、名古屋市の「春日荘別館」で、日本国粋会・森田政治会長と五分の兄弟盃を交わした。

同年6月7日、第1次松山抗争が勃発した。地道行雄は矢嶋長次の義父である森川組・森川鹿次組長に「矢嶋長次が戻って来るまで、今治に直系組長3人を常駐させ、留守を預からせたい。弁護士費用や差し入れ代も全て山口組が負担する」と提案した。森川鹿次はこの提案を丁重に断った。結局、矢嶋長次不在の間は森川鹿次が今治市を守っていくことになった。
同年7月10日、福岡市旧柳町の料亭「新三浦」で地道行雄と谷川康太郎の兄弟盃が行われた。谷川康太郎は地道行雄の舎弟となった。同年、山口組に対する第一次頂上作戦が開始された。これにより、地道は警察に逮捕された。
地道は一旦山口組を解散させて、田岡組として再スタートを図るつおりでいたが、田岡が「わし一人でも山口組続ける」と反発した。昭和43年（1968年）2月7日、田岡一雄は地道行雄を若頭から解任した。
昭和44年（1969年）4月27日、地道が自宅で吐血したため、地道の妻が110番通報で呼んだパトカーによって病院への搬送が試みられたが、5つの病院に受け入れを拒否された。そこで、地道の妻は田岡一雄の妻・フミ子に電話を掛け、「関西労災病院に地道を受け入れてくれるように働きかけてほしい」と頼み、ようやく関西労災病院に入院することができた。そこで末期の肺癌であることが判明し、入院からひと月も経たない5月15日に地道はその生涯を閉じた。享年47。
地道の死後、地道組に2代目は立てられず名跡は絶たれたが、地道組若頭の佐々木組・佐々木道雄（佐々木将城とも名乗った）が三代目山口組の直参に昇格した。佐々木道雄は後に一和会に合流、幹事長に就任したが、山一抗争に敗れて組を解散・引退し、地道組の系列は完全に消滅した。

## エピソード・人物
山口組の斬り込み隊長と渾名されるほど、数々の抗争事件や組織拡大では先頭に立って活躍した。昭和32年（1957年）の小松島抗争では未遂に終わったものの、即座に組員に動員をかけて示威行動に訴えることで相手側を圧倒する手法は、以後の夜桜銀次事件などでも行われた。
また、自分が見込んだ人物を山口組入りさせて、存分に活躍させることで組織拡大を目指した。キタの露天を根城にしていた柳川組・柳川次郎を中川組・中川猪三郎を通じて舎弟入りさせ、柳川が他の組とトラブルを起こすまでに拡大した際には、地道自ら柳川組を他府県に進出させることを進言。このことによって、山口組の全国的な進出に弾みがついた。また、姫路でヤクザをも恐れさせるくらいだった竹中正久を宇野組・宇野加次からの推薦を取り付けて田岡一雄に推挙し、紆余曲折を経て山口組入りさせている。
しかし、独断専行とも言える行動には時に組内部からの反感を招くこともあった。広島抗争では、先に安原政雄と兄弟盃を交わしていた打越信夫（打越組組長）に対して、後から地道が兄弟盃を交わしたため、安原の反発を買っている。また、菅谷政雄とも北九州市での興行をめぐって対立を引き起こし、紫川事件の一因を作っている。こうした地道の独断専行により、第一次頂上作戦では田岡に無断で組解散に動くことになる。これは若頭補佐だった山本健一の反感を買い、山本と竹中が地道暗殺を企てるにまで至る。山本らの暗殺計画は結局田岡に諭されて取り止めになるものの、結果的に地道は田岡から若頭を罷免される。さらに地道の死後、組の名跡を断絶させられるなど厳重な処分が行われた。

## 関連書籍
劇画
- 『実録 豪侠ヤクザ伝 三代目山口組若頭 地道行雄 鬼の旅立ち編』脚本：針村譲二、作画：みずしま聖、竹書房バンブーコミックス、2008年-2009年 全3巻
  - 『実録 豪侠ヤクザ伝 三代目山口組若頭 地道行雄 鬼の旅立ち編』2008年8月、ISBN 978-4-8124-6693-3
  - 『実録 豪侠ヤクザ伝 三代目山口組若頭 地道行雄 全国進攻への道編』2008年11月
  - 『実録 豪侠ヤクザ伝 三代目山口組若頭 地道行雄 代理戦争炎上編』2009年7月

## 地道行雄に関する映像作品
- 『仁義なき戦い』シリーズ（1973年・1974年）宮地輝男のモデルは地道行雄。役は山本麟一
  - 『仁義なき戦い 代理戦争』（1973年、東映）
  - 『仁義なき戦い 頂上作戦』（1974年、東映）
- 『三代目襲名』（1974年、東映）、地道行雄役は渡瀬恒彦
- 『山口組外伝 九州進攻作戦』（1974年、東映）、山地行雄のモデルは地道行雄。山地行雄役は佐藤慶
- 『日本暴力列島 京阪神殺しの軍団』（1975年、東映）、大槻正道のモデルは地道行雄。大槻正道役は遠藤太津朗
- 『実録外伝 大阪電撃作戦』（1976年、東映）、山地武雄のモデルは地道行雄。山地武雄役は小林旭
- 『やくざ戦争 日本の首領』（1977年、東映）、辰巳周平のモデルは地道行雄。辰巳周平役は鶴田浩二